# Campioni italiani assoluti di atletica leggera indoor - Staffetta maschile
Questa pagina raccoglie un elenco di tutti i campioni italiani dell'atletica leggera nelle staffetta indoor.
Nella storia dei campionati italiani indoor, la staffetta si è svolta in diverse modalità: nella prima edizione del 1970 si corse la staffetta 3×1-2-3 giri (200-400-600 metri); nel 1971 si disputarono le staffette 3×1 giro e 3×2 giri. Nel 1972 e 1973 le staffette presenti nel programma della manifestazione erano la 3×2 giri e la 3×4 giri, mentre dal 1974 al 1984 si corse la staffetta 4×2 giri, dove ogni atleta percorreva 400 metri.
Dal 1985 al 1997 le staffette vennero escluse dalla manifestazione, ma a partire dal 1998, e fino ad oggi, il programma dei campionati italiani assoluti di atletica leggera indoor comprende la staffetta 4×1 giro, nella quale ogni atleta percorre 200 metri.

## Albo d'oro
| Staffetta          | Anno      | Società (atleti)                                                                                            | Prestazione           |
| ------------------ | --------- | --- | --------------------- |
| 3×1-2-3 giri       | 1970      | Lilion SNIA Varedo Ennio Preatoni Furio Fusi Claudio Trachelio                                              | 2'28"21(m)            |
| Staffetta 3×1 giro | 1971      | ASSI Giglio Rosso Gabriele Rosi Marco Petranelli P. Fabbri                                                  | 1'07"5(m)             |
| Staffetta 3×2 giri | 1971      | Gruppi Sportivi Fiamme Gialle L. Dell'Omodarme A. Costa Renato Scarpari                                     | 2'03"8(m)             |
| Staffetta 3×2 giri | 1972      | CUS Torino Franco Ossola A. Ferro Marcello Fiasconaro                                                       | 2'27"4(m)             |
| Staffetta 3×4 giri | 1972      | Alco Rieti Franco Arese F. Arcioni D. Nenni                                                                 | 5'46"4(m)             |
| Staffetta 3×2 giri | 1973      | Fiat Torino Giacomo Puosi D. Rodia GL. Cellerino                                                            | 2'27"2(m)             |
| Staffetta 3×4 giri | 1973      | Centro Sportivo Carabinieri Adelio Diamante F. Dal Corso Vittorio Fontanella                                | 5'40"2(m)             |
| Staffetta 4×2 giri | 1974      | Gruppi Sportivi Fiamme Gialle A. Costa Amos Rota Alfonso Di Guida Adorno Corradini                          | 3'18"6(m)             |
| Staffetta 4×2 giri | 1975      | Gruppo Sportivo Fiamme Oro G. Zanutto Fulvio Zorn F. Finato F. Rigoni                                       | 3'19"7(m)             |
| Staffetta 4×2 giri | 1976      | Gruppi Sportivi Fiamme Gialle T. Felici Adorno Corradini A. Diana Alfonso Di Guida                          | 3'17"72               |
| Staffetta 4×2 giri | 1977      | Iveco Torino A. Bassignana D. Rodia Giorgio Ballati Carlo Grippo                                            | 3'16"81               |
| Staffetta 4×2 giri | 1978      | Gruppo Sportivo Fiamme Oro R. Rigo M. Bressan B. Magnani E. Albertin                                        | 3'17"9(m)             |
| Staffetta 4×2 giri | 1979      | Pro Patria AZ Verde Milano Pasqualino Abeti P. Farina Roberto Ribaud Carlo Grippo                           | 3'17"6(m)             |
| Staffetta 4×2 giri | 1980      | SNIA Milano M. Loi F. Borghi Saverio Gellini Bruno Bianchi                                                  | 3'15"9(m)             |
| Staffetta 4×2 giri | 1981      | Pro Patria Pierrel Milano Roberto Ribaud E. La Morte G. Pessina A. Diana                                    | 3'16"00               |
| Staffetta 4×2 giri | 1982      | Centro Sportivo Esercito L. Raimondi R. Incerti E. Rossi Roberto Ribaud                                     | 3'18"83               |
| Staffetta 4×2 giri | 1983      | Pro Patria Pierrel Milano F. Rinaudo A. Ardizzone A. Diana G. Colombo                                       | 3'17"56               |
| Staffetta 4×2 giri | 1984      | Gruppo Sportivo Fiamme Oro A. Cricchi R. Corti Donato Sabia T. Gemelli                                      | 3'10"98               |
| 1985-1997          | 1985-1997 | Gara non in programma                                                                                       | Gara non in programma |
| Staffetta 4×1 giro | 1998      | Gruppi Sportivi Fiamme Gialle Gianluca Capati Roberto Caporaletti Marco Pomili Laurent Ottoz                | 1'26"02               |
| Staffetta 4×1 giro | 1999      | Gruppo Sportivo Fiamme Oro N. Matera Alessandro Bracciali M. Grando Edoardo Vallet                          | 1'27"21               |
| Staffetta 4×1 giro | 2000      | Gruppo Sportivo Fiamme Azzurre Aldo Marco Alaimo Alessandro Attene Marco Vaccari Pierpaolo Cacciotti        | 1'25"94               |
| Staffetta 4×1 giro | 2001      | Centro Sportivo Aeronautica Militare Emanuele Di Gregorio Andrea Fogliato Stefano Dacastello Marco Torrieri | 1'25"11               |
| Staffetta 4×1 giro | 2002      | Centro Sportivo Aeronautica Militare Stefano Dacastello Filippo Michele Reina Andrea Fogliato A. Giorgi     | 1'26"09               |
| Staffetta 4×1 giro | 2003      | Gruppi Sportivi Fiamme Gialle Massimiliano Donati Simone Collio Gianluca Capati Alessandro Cavallaro        | 1'24"72               |
| Staffetta 4×1 giro | 2004      | Gruppi Sportivi Fiamme Gialle Stefano Anceschi Gianluca Capati Koura Kaba Fantoni Simone Collio             | 1'26"54               |
| Staffetta 4×1 giro | 2005      | Centro Sportivo Carabinieri Walter Monti Domenico Rao Stefano Bellotto Massimiliano Dentali                 | 1'27"10               |
| Staffetta 4×1 giro | 2006      | Atletica AVIS Macerata Alessandro Berdini Marco Scalpelli Carlo Nardi Filippo Michele Reina                 | 1'27"99               |
| Staffetta 4×1 giro | 2007      | Centro Sportivo Aeronautica Militare Andrew Howe Enrico Minetto Marco Moraglio Luca Ceglie                  | 1'27"50               |
| Staffetta 4×1 giro | 2008      | Atletica Cento Torri Pavia Marco Marsadri Cristian Lancini Diego Zuodar Paolo Pistono                       | 1'27"79               |
| Staffetta 4×1 giro | 2009      | Atletica Riccardi Diego Marani Giovanni Tomasicchio Paolo Pistono Gaetano Leone                             | 1'27"25               |
| Staffetta 4×1 giro | 2010      | Centro Sportivo Aeronautica Militare Alessandro Berdini Enrico Minetto Davide Manenti Marco Moraglio        | 1'26"96               |
| Staffetta 4×1 giro | 2011      | Centro Sportivo Aeronautica Militare Alessandro Berdini Fiorenzo Moscatelli Davide Manenti Marco Torrieri   | 1'27"61               |
| Staffetta 4×1 giro | 2012      | Gruppi Sportivi Fiamme Gialle Diego Marani Francesco Basciani Francesco Patano Valerio Rosichini            | 1'28"04               |
| Staffetta 4×1 giro | 2013      | Gruppi Sportivi Fiamme Gialle Lorenzo Valentini Michele Tricca Francesco Patano Marco Lorenzi               | 1'27"13               |
| Staffetta 4×1 giro | 2014      | Gruppi Sportivi Fiamme Gialle Eseosa Desalu Michele Tricca Diego Marani Matteo Galvan                       | 1'25"79               |
| Staffetta 4×1 giro | 2015      | Gruppi Sportivi Fiamme Gialle Eseosa Desalu Michele Tricca Diego Marani Matteo Galvan                       | 1'26"40               |
| Staffetta 4×1 giro | 2016      | Atletica Riccardi Giacomo Tortu Giovanni Galbieri Simone Tanzilli Federico Cattaneo                         | 1'26"39               |
| Staffetta 4×1 giro | 2017      | Gruppi Sportivi Fiamme Gialle Marco Lorenzi Michele Tricca Davide Re Diego Marani                           | 1'27"78               |
| Staffetta 4×1 giro | 2018      | Gruppi Sportivi Fiamme Gialle Davide Re Marco Lorenzi Michele Tricca Diego Marani                           | 1'27"03               |
| Staffetta 4×2 giri | 2019      | Gruppi Sportivi Fiamme Gialle Davide Re Alessandro Sibilio Vladimir Aceti Michele Tricca                    | 3'14"77               |
| Staffetta 4×2 giri | 2020      | Athletic Club 96 Alperia Isalbet Juarez Abdessalam Machmach Gabriele Prandi Brayan Lopez                    | 3'16"88               |
| Staffetta 4×2 giri | 2021      | CUS Pro Patria Milano Francesco Rossi Andrea Panassidi Mattia Casarico Marco Lo Verme                       | 3'15"72               |
| Staffetta 4×2 giri | 2022      | Atletica Biotekna Pietro Pivotto Jean Marie Robbin Alessandro Franceschini Emanuele Grossi                  | 3'13"95               |
| Staffetta 4×2 giri | 2023      | CUS Pro Patria Milano Francesco Rossi Andrea Blesio Luca Sito Andrea Panassidi                              | 3'13"40               |